# Frank Ciazynski

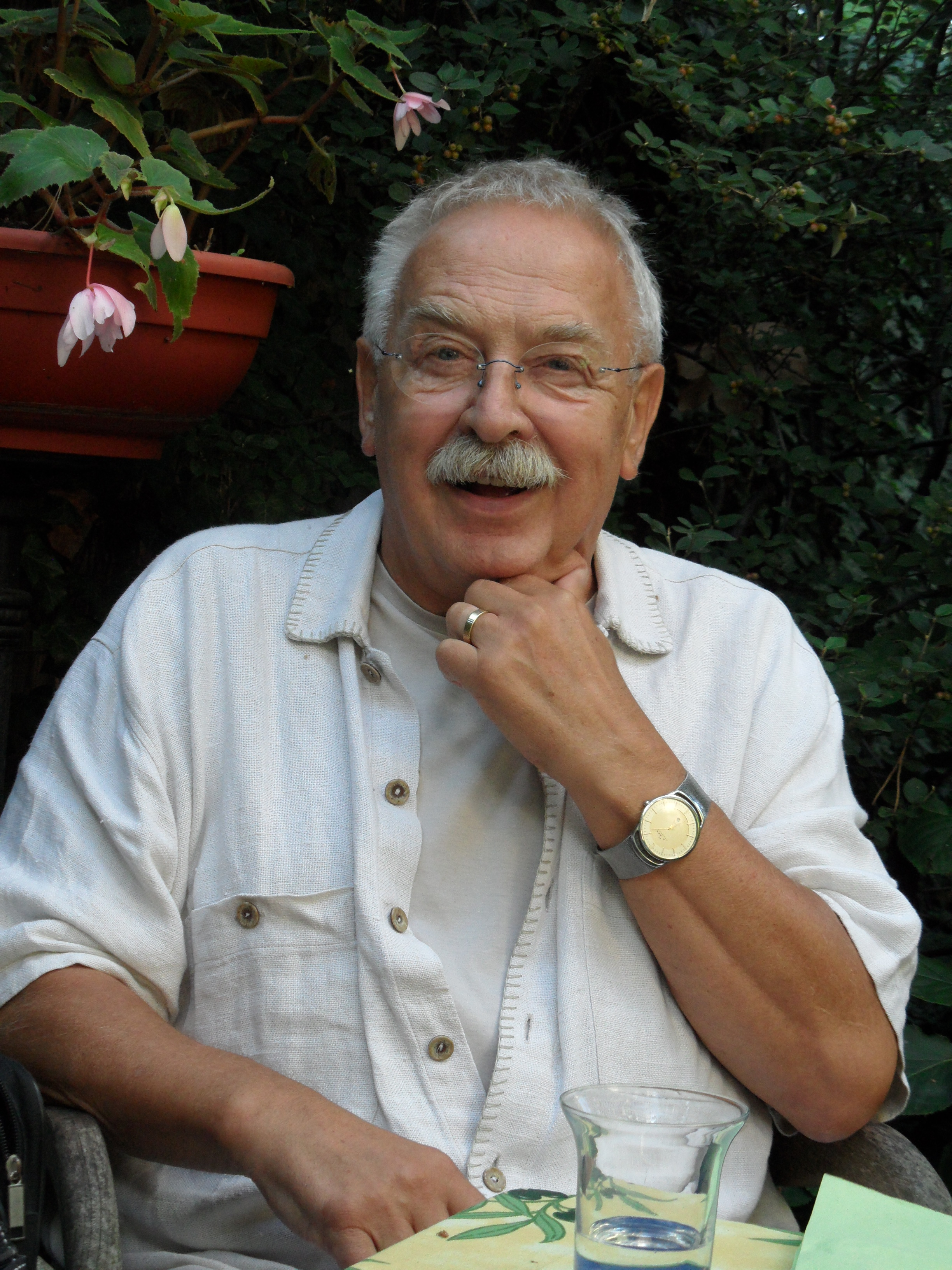
Frank Ciazynski 2013

Frank Ciazynski (* 2. Oktober 1943; † Juni 2024) war ein deutscher Schauspieler und Synchronsprecher.

## Leben und Wirken
Nach dem Studium an der Hochschule für Schauspielkunst „Ernst Busch“ Berlin arbeitete er an verschiedenen Theatern der DDR und spielte über 50 große Rollen im klassischen und modernen Repertoire. Außerdem übernahm er zahlreiche Rollen in DEFA-Produktionen, so unter anderem in der Fernsehserie Die Lindstedts oder dem Film Die lieben Luder. Mehrmals tauchte er in Krimiformaten wie Der Staatsanwalt hat das Wort: Verurteilt auf Bewährung oder Polizeiruf 110: Eine unruhige Nacht auf. Auch nach der deutschen Wende stand er weiter vor der Kamera (z. B. in Hinter Gittern – Der Frauenknast oder Wolffs Revier). Außerdem wirkte er am Berliner Kabarett Die Stachelschweine und wurde für die Komödie im Dunkeln von Peter Shaffer am Hansa-Theater Berlin engagiert. Darüber hinaus arbeitete er mit dem Schriftsteller Horst Bosetzky zusammen und verkörperte bei Lesungen Theodor Fontane.
Seine größten Erfolge waren der McMurphy in Einer flog über das Kuckucksnest von Dale Wasserman und der Luther im gleichnamigen Stück von John Osborne am Mitteldeutschen Landestheater. Ein Kritiker urteilte: „In dem jungen, leidenschaftlichen Frank Ciazynski findet der Regisseur einen Luther, der für unseren Raum etwa das bedeuten mag, was der Brite Albert Finney bei der Uraufführung 1961 am Londoner Westend Theater an Intensität einzubringen vermocht haben soll!“
Neben der Arbeit als Schauspieler trat in den vergangenen Jahren verstärkt die Synchronisation in den Mittelpunkt seiner künstlerischen Tätigkeit. So ist er sowohl in Star Wars: Episode I – Die dunkle Bedrohung als auch in der Star Wars: The Clone Wars Episode Spuren als deutsche Synchronstimme von Finis Valorum zu hören. 2022 synchronisierte er in Star Wars: Geschichten der Jedi Brian George als Ki-Adi-Mundi und übernahm somit die Rolle von seinen Kollegen Norbert Gescher sowie Rüdiger Evers. Kindern dürfte er als Stimme des Schneemanns Arktos in den Hörspiel- und Fernsehfolgen von Tabaluga bekannt geworden sein. 2015 sprach er den Schaffner in der Fernsehserie Heidi.

## Filmografie
- 1976: Die Lindstedts (Fernsehserie)
- 1976: Das Mädchen Krümel (Fernsehserie)
- 1978: Härtetest – Operation NVA
- 1978: Brandstellen
- 1979: Nachtspiele
- 1979: Des Henkers Bruder
- 1980: Archiv des Todes (Fernsehserie)
- 1980: Polizeiruf 110: Der Hinterhalt (TV-Reihe)
- 1981: Darf ich Petruschka zu dir sagen?
- 1983: Die lieben Luder
- 1983: Einer vom Rummel
- 1983: Unser bester Mann
- 1987: Einzug ins Paradies (Fernsehserie)
- 1987: Kiezgeschichten (Fernsehserie)
- 1988: Polizeiruf 110: Amoklauf (TV-Reihe)
- 1988: Polizeiruf 110: Eine unruhige Nacht (TV-Reihe)
- 1990: Spreewaldfamilie (Fernsehserie)
- 1997: Alarm für Cobra 11 – Die Autobahnpolizei (Fernsehserie, 1 Folge)
- 1997–2004: Hinter Gittern – Der Frauenknast (Fernsehserie, 8 Folgen)
- 1998–2003: Wolffs Revier (Fernsehserie, 2 Folgen, verschiedene Rollen)
- 2004: Schloss Einstein (Fernsehserie, 1 Folge)

## Synchronrollen (Auswahl)
Alan Blumenfeld
- 1996: Versprochen ist versprochen als Detective
- 2005: In den Schuhen meiner Schwester als Mr. Stein

John Sessions
- 1999: Ein Sommernachtstraum als Philostrate
- 2015: Legend als Lord Boothy

Jay Brazeau
- 2002: Insomnia – Schlaflos als Francis
- 2015: Horns als Pater Mould

Richard Riehle
- 2006: In der Hitze von L.A. als Sheriff Pinkham
- 2011: Der Feind in Dir als Paul Meyers
- 2012: Breathless – Immer Ärger mit Dale! als Deputy
- 2014: Die drei Hundketiere retten Weihnachten als Santa

### Filme
- 1984: Die perfekte Erpressung – Daniel Beretta als Al Niko
- 1984: Auf der Spur des Leoparden – Olivier Achard als Publizist
- 1987: Die Katze und der Kanarienvogel – Peter McEnery als Charlie Wilder
- 1987: Dragon Ball – Das Schloss der Dämonen – Shouzou Iizuka als Butler
- 1988: Der Hund von Baskerville – Alastair Duncan als Dr. Mortimer
- 1989: Im Schatten der Cobra – Richard Hayes Marshall als Francois Dubois
- 1990: Machenschaften – Paul Hampton als Rusty Fargo
- 1991: Boomer – Überfall auf Beverly Hills – Artur Cybulski als Executive #2
- 1992: Der Unbekannte – Mario David als Abecassis
- 1993: Sommersby – Maury Chaykin als Anwalt Dawson
- 1993: Des Königs bester Mann – Renaud Mary als Pérouge
- 1995: Grenzenloser Hass – Robbie Doolin als Betrunkener
- 1997: The Story of Will Rogers – Charles Kane als Tom Bradley
- 1997: Three Sailors and a Girl – Jack E. Leonard als Porky
- 1997: Rasputin, der wahnsinnige Mönch – Michael Godfrey als Doktor
- 1997: Titanic – Richard Ashton als John Hutchinson
- 1998: Der Geheime Garten – Billy Bevan als Barney
- 1998: Auf immer und ewig – Mark Lewis als Zigeuneranführer
- 1998: Out of Sight – Scott Allen als Pup
- 1999: Star Wars: Episode I – Die dunkle Bedrohung – Terence Stamp als Kanzler Finis Valorum
- 2000: Meine Braut, ihr Vater und ich – Peter Bartlett als Angestellter
- 2003: Natürlich blond 2 – David Doty als Rob Cole
- 2003: Schneller als 1000 Colts – José Bódalo als Lennox, Richter
- 2004: Oh Happy Day – Kurt Ravn als Preben
- 2005: Boudu – Ein liebenswerter Schnorrer – Bonnafet Tarbouriech als Perez
- 2005: Assault – Anschlag bei Nacht – Peter Bruni als Eisverkäufer
- 2007: Zimmer 1408 – Paul Birchard als Mr. Inkeeper
- 2008: Drei Tage bis Weihnachten – Howard D’Arcy als Taxifahrer
- 2008: Der Pate – Lenny Montana als Luca Brasi
- 2008: Willkommen bei den Sch’tis – Jean-Christophe Herbeth als Monsieur Mahieux
- 2009: Eden of the East: Der König von Eden – Eiji Maruyama als Ex-Premierminister Eda
- 2011: Rango – Ian Abercrombie als Ambrose
- 2013: Dirty Girl – Brent Briscoe als Officer Perry
- 2014: Einstein und Eddington – Paul Brooke als Herbert H. Turner
- 2021: Halloween Kills – Charles Cyphers als Leigh Brackett

### Serien
- 1997–2004: Tabaluga als Arktos
- 2006: Desperate Housewives – Jeff Doucette als Pater Crowley
- 2008, 2012, 2020: Star Wars: The Clone Wars – Matthew Wood als Wat Tambor
- 2014: Star Wars: The Clone Wars – Ian Ruskin als Finis Valorum
- 2018: Detektiv Conan – Kenichi Ogata als Professor Agasa (4. Stimme)
- 2018: Ninjago – Brian Drummond als Eisenbaron
- 2022: The Old Man – Joel Grey als Morgan Bote
- 2022: Star Wars: Geschichten der Jedi – Brian George als Ki-Adi-Mundi

### Computerspiele
- 2006: Gothic 3 – verschiedene Charaktere[6]